# Коно Мінамі
Коно Мінамі (1 січня 1996) — японська синхронна плавчиня.
Призерка Чемпіонату світу з водних видів спорту 2017 року.